# Rohaire
Rohaire ist eine französische Gemeinde mit 131 Einwohnern (Stand: 1. Januar 2022) im Département Eure-et-Loir in der Region Centre-Val de Loire; sie gehört zum Arrondissement Dreux und zum Kanton Saint-Lubin-des-Joncherets. 

## Geographie
Rohaire liegt etwa 60 Kilometer nordwestlich von Chartres am Fluss Buternay. Umgeben wird Rohaire von den Nachbargemeinden Saint-Victor-sur-Avre im Norden, Boissy-lès-Perche im Nordosten und Osten, La Chapelle-Fortin im Südosten und Süden, Moussonvilliers im Westen sowie Armentières-sur-Avre im Nordwesten.

## Bevölkerungsentwicklung
| Jahr                       | 1962 | 1968 | 1975 | 1982 | 1990 | 1999 | 2006 | 2019 |
| Einwohner                  | 178  | 138  | 118  | 136  | 120  | 147  | 132  | 126  |
| Quellen: Cassini und INSEE |      |      |      |      |      |      |      |      |

## Sehenswürdigkeiten
- Kirche Saint-Martin aus dem 13. Jahrhundert

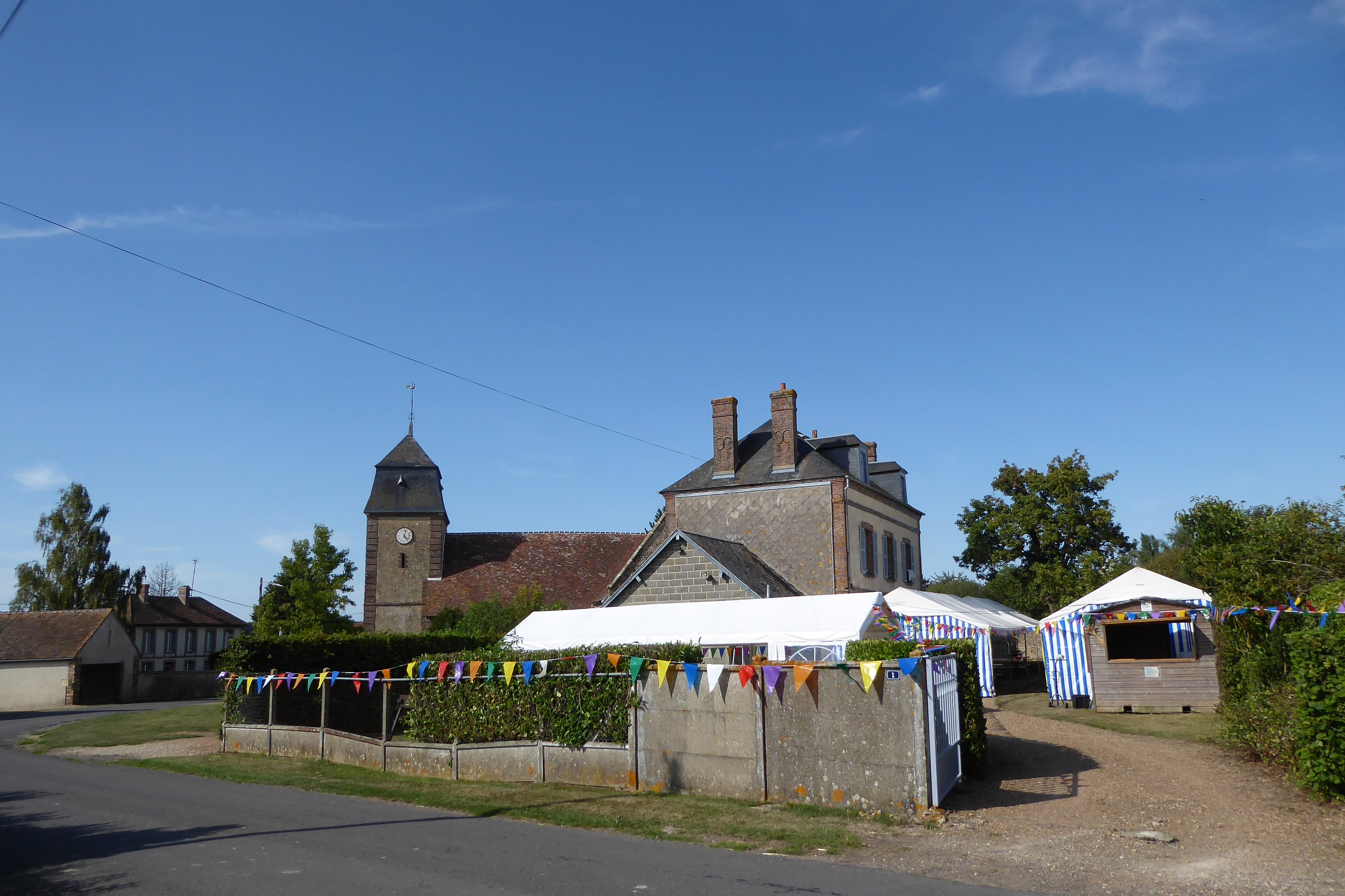
Kirche Saint-Martin